# Geórgios Amyrás
Geórgios Amyrás (grec moderne : Γεώργιος Αμυράς), né le 22 décembre 1967 à Athènes, est un homme politique grec.

## Biographie
Aux élections législatives grecques de janvier 2015, il est élu député au Parlement grec sur la liste de La Rivière dans la deuxième circonscription d'Athènes.